# Mihail Șleahtițchi
Mihail Șleahtițchi (n. 17 martie 1956, în Tîrnova, RSSM) este un pedagog, psiholog, profesor universitar și politician din Republica Moldova.
În 2009-2011, în calitate de deputat în Parlamentul Republicii Moldova, a fost secretar și președinte al Comisiei parlamentare pentru cultură, educație, cercetare, tineret, sport și mass-media. A fost ministru al educației în 2011-2012, iar ulterior consilier al Președintelui Republicii Moldova în domeniul culturii, învățământului și științei (2012-2016).
Este vice-rector al ULIM pentru cercetare, președinte al Consiliului Științific ULIM și profesor la Academia de Administrare Publică.
Este căsătorit cu Maria Șleahtițchi.